# 陳慧樓
陳慧樓（1929年1月20日—），臺灣京劇、電影暨電視劇男演員。

## 生平
陳慧樓原籍上海，1937年入厲家班學京劇，為「慧」字科，秦慧芬、張慧鳴、王慧銀、厲慧岩、張慧川都是他的同學。抗戰期間，他隨班子在川、黔一帶演出。他個子矮小，輕功了得，工武丑，兼善文丑。來臺後曾任職虎嘯國劇隊、大宛國劇隊（屬陸軍第一軍團司令部藝工大隊），並擔任陸光劇校「小陸光」老師，為1950、60年代臺灣當紅的京劇演員。可惜他因演《泗州城》的猴兒翻三隻台子摔壞了腿，雖經醫治，卻無法再演累工戲。
1960年代末，陳慧樓跨足大小銀幕，參演數部聯邦影業武俠片，成為胡金銓導演的班底，亦曾接拍香港邵氏電影公司的作品，並演出多部老三台電視劇，代表作有《喜怒哀樂》（1970）、《老莫的第二個春天》（1984）、《背影》（1985）、《挑夫》（1984、1986，中視電視劇）、《阿嬰》（1990）等。雖然一生影劇作品頗多，但都與獎無緣。1997年，他以《人生四季：半個天堂》入圍第32屆金鐘獎男主角獎，亦鎩羽而歸。他曾於2003年表示，遺憾演藝生涯中一直沒有等到（能拿獎的）好劇本，但因記憶力大不如前，只好息影。
他育有三女，么女陳妍希（與演員陳妍希同名）曾於1990年代末主持年代電視台烹飪節目《做點心過生活》。

## 演出作品

### 京劇
- 古城會（1951年）……馬僮
- 三叉口（1951年）……劉利華
- 蝴蝶夢（1951年）
- 連環套（1960年代）……朱光祖
- 泗州城（1960年代）……猴兒
- 曹操與楊修（1991、1998）……招賢者
- 仙姑廟傳奇（2000）……趙大叔

### 電影
- 愛神（1969）
- 龍城十日（1969）……追命雙環窩里
- 烈火（1970）
- 喜怒哀樂（1970）……劉利華（「怒」改編自京劇《三叉口》[8]）
- 金葉子（1970）
- 飛龍山（1971）
- 冷面殺手（1971）
- 大漠英雄傳（1971）
- 獨行大鏢客（1971）
- 日月童子（1971）……莊峰
- 刺蠻王（1971）……范通
- 秋決（1972）……竊盜
- 女拳師（1972）
- 爬山虎（1972）
- 忠義門（1972）
- 天王拳（1972）
- 潮州功夫（1973）
- 決不低頭（1973）
- 死亡界線（1973）
- 鬼面人（1973）
- 惡霸（1973）
- 除暴（1973）
- 義膽（1973）
- 猛龍追踪（1973）
- 強中手（1973）
- 怒娃（1973）
- 虎拳（1973）
- 女蛟龍（1973）
- 大小通吃（1973）
- 黑道行（1973）
- 蝴蝶殺手（1973）
- 我父我夫我子（1974）
- 鬼馬小淘氣（1974）
- 風流怪事（1974）
- 虎膽追魂（1974）
- 刁蠻鬥風騷（1974）
- 白蛇大鬧天宮（1975）
- 中國真功夫（1975）
- 重建精武門（1975）
- 馬哥波羅（1975）……雲裏翻
- 龍門風雲（1975）
- 天羅，飛沙，夕陽紅（1976）
- 方世玉與胡惠（1976）
- 風雨雙流星（1976）……柳青衣
- 虎鶴雙形（1976）
- 中原鏢局（1976）
- 八道樓子（1976）……何鴻發叔父
- 日落紫禁城（1976）
- 甘聯珠（1976）
- 蔡李佛小子（1976）
- 包青天（1976）
- 太極八蛟（1977）
- 十大掌門闖少林（1977）
- 上海灘（1977）
- 鐵馬騮（1977）
- 劍花煙雨江南（1977）
- 飄香劍雨（1977）……北盜
- 旋風十八騎（1977）
- 唐山大兄2（1977）
- 南王北丐（1978）
- 神刀流星拳（1978）
- 追趕跑跳碰（1978）
- 笑拳怪招（1979）……八足麒麟
- 糊塗福星闖江湖（1979）
- 空山靈雨（1979）
- 蝴蝶十八式（1979）
- 武之湛舍利子（1979）
- 酒仙十八跌（1979）
- 上海灘大亨（1979）
- 三十七計（1979）
- 山中傳奇（1979）……楊老道
- 鐵拳（1979）
- 小子命大（1979）
- 伏擊（1979）
- 臥龍斬（1980）
- 丹尼爾的故事（1980）
- 離別鈞（1980）
- 至尊威龍（1980）
- 雍正與年羹堯（1980）
- 幽靈武土（1980）
- 英雄對英雄（1981）……獨孤美
- 黑鷹的古刀（1981）
- 歡喜冤家（1981）
- 摩登情報員（1981）
- 手搭鬼（1981）
- 窗口的月亮不准看（1981）
- 假如我是真的（1981）
- 女賊（1982）
- 苦戀（1982）
- 龍頭老大（1982）
- 凶劫（1982）
- 今之俠者（1983）
- 霹靂戰士（1983）
- 誘惑（1983）
- 龍騰虎躍（1983）
- 天下第一（1983）
- 大輪迴（1984）
- 老莫的第二個春天（1984）……常若松
- 策馬入林（1984）
- 背影（1985）
- 唐朝綺麗男（1985）
- 七隻狐狸（1985）
- 好小子（1986）……祖父
- 好小子II（1986）
- 頑皮家族（1986）
- 歡樂龍虎榜（1986）
- American Commando 3: Savage Temptation（1987）
- 水袖（1990）
- 阿嬰（1990）
- 陰陽路（1990）
- 劍奴（1993）
- 十八（1993）
- 蠟筆小小生(台譯:臭屁王)（1995）

### 電視劇
- 大江南北（1970）
- 百合花（1972）
- 包青天（1974）……蔣平
- 香妃（1975）
- 一代紅顏（1975）
- 後街（1983）
- 野店（1984）
- 鹿鼎記（1984）……海大富
- 少林小福星（1984）……錦衣衛大太監梁芳
- 傲嘯江湖（1985）……哈哈兒
- 挑伕（1984、1986）……老海
- 封神榜（1986）……姜子牙
- 大野英豪（1987）
- 靈山神箭（1987）……何不歸
- 花好春長在（1988）
- 真正的溫柔（1988）
- 情在天涯（1988）
- 她的成長（1990）……舅公
- 浴火鳳凰（1990）……老城主
- 歡樂英雄（1991）
- 今天不看病（1991）
- 英雄世家（1992）
- 那串響亮的日子（1992）……沈老師
- 財神爺報到（1992）……魔姥姥
- 劉伯溫傳奇（1993）……陳旺良（天龍報喜）
- 包青天（1993）……宋光（報恩亭）、施玉海（屠龍記）
- 臺灣水滸傳（1994）……紀叔
- 劉伯溫傳奇（1995）……王老虎（天下第一丐）、沈師父（月證山盟）
- 香帥傳奇（1995）……童顏
- 雪娘（1996）
- 天師鍾馗（1996）……王公公（紅梅閣）
- 台灣靈異事件（1996）……老馬
- 霸王花（1996）……點父
- 星座女人系列之水瓶座（1997）……謝父
- 半個天堂（1997）
- 百里香煎魚（1998，公視人生劇展）
- 將軍令（1999）
- 春風（2001）

### 社教與綜藝節目
- 銀髮記事（1992）

### 舞臺劇
- 北京人在台北（1993）

## 武術指導作品
- 秋決（1972）

## 外部連結
- 陳慧樓在互联网电影资料库（IMDb）上的資料（英文）
- 陳慧樓在香港影庫上的簡介
- 陳慧樓在開眼電影網的頁面（繁體中文）
- 陳慧樓在豆瓣上的资料（简体中文）
- 陳慧樓在时光网上的簡介（简体中文）